# Stanley Falls (distrikt i Kongostaten)
Stanley Falls var ett distrikt i Kongostaten.
Huvudorten var Stanley Falls, nära nuvarande Kisangani.
Till 1910 var distriktet indelat i sex zoner:
- Stanley Falls, huvudort Stanley Falls med territoriell domstol, militärdomstol, folkbokföringskontor, postkontor, medicinsk station, notariat, katolsk mission och faktorier.
- Tanganika, huvudort Albertville med territoriell domstol, militärdomstol, folkbokföringskontor, postkontor, tullkontor, notariat, medicinsk station och katolsk mission.
- Kabambare, huvudort Kabambare med militärdomstol, medicinsk station och notariat.
- Manyema, huvudort Nyangwe med militärdomstol, medicinsk station, postkontor och notariat.
- Ponthierville, huvudort Ponthierville med militärdomstol och notariat.
- Övre Ituri, huvudort Avakubi med militärdomstol och notariat.

Förutom zonhuvudorterna var viktiga orter för kolonisatörerna Baudouinville, som var säte för en katolsk biskop, Saint-Louis du Rumbi och Pala, där det fanns katolska missionsstationer, Romée, där det fanns en jordbruksanläggning, samt Pueto och Moliro, där det fanns tullstationer.
Efter att Kongostaten ersatts av Belgiska Kongo 1908 förändrades den administrativa indelningen av Stanley Falls genomgående i tre steg mellan 1910 och 1913. Först överfördes zonen Tanganyika till det nybildade vicegeneralguvernementet (senare provinsen) Katanga, samtidigt som zonen Kabambare avskaffades och en ny zon, Kivu, upprättades. Distriktet bytte namn till Stanleyville. Två år senare blev zonerna separata distrikt, i vissa fall med nya namn. Dessa fem distrikt ingick från 1913 i Province Orientale ("östprovinsen") tillsammans med Aruwimi och Uele. "Province Orientale" hade redan 1898 använts som namn på distriktet Stanley Falls.